# Gregorio Casal
José de Jesús Casillas Rábago (San Miguel el Alto, Jalisco; 13 de julio de 1935-25 de abril de 2018), más conocido como Gregorio Casal, fue un actor que participó en películas, telenovelas y obras de teatro.

## Biografía
José de Jesús Casillas Rábago nació el 13 de julio de 1935 en San Miguel el Alto, Jalisco, México. Hermano de Jaime Casillas (1936-2008), escritor y director de cine, Mario Casillas (1938-), actor y sindicalista, y Alejandro Rábago, también actor. Se inició en el cine en la década de los 50. Luego trabajó en la televisión y el teatro. Actuó en diversas películas, como Pa' morir nacimos, Agarren al de los huevos, Capo de capos, Fuera de la ley, entre otras.

## Filmografía
- Pa' morir nacimos (2002).
- Siete millones (1999).
- El profeta (1999).
- El gatillero de la mafia (1995).
- Me llaman violencia (1989).
- Venganza policiaca (1987).
- Cicatrices del alma (1986-1987).
- Vivir un poco (1985-1986).
- Principessa (1984-1986).
- Amalia Batista (1983-1984).
- Déjame vivir (1982).
- Toña, nacida virgen (1982)
- El héroe desconocido (1981).
- La Pachanga (1980).
- La sotana del reo (1979).
- María José (1978-1979).
- Las noches de Paloma (1978).
- Pobre Clara (1975).
- El llanto de la tortuga (1975).
- La lucha con la pantera (1974).
- La Choca (1974).
- Mi primer amor (1973).
- La señora joven (1972-1973).
- Chanoc contra el tigre y el vampiro (1972).
- El jardín de la Tía Isabel (1972)
- Tu camino y el mío  (1971).
- Cuna de valientes (1971)
- Chanoc en las garras de las fieras (1970).
- Muera Zapata... Viva Zapata (1970).
- Mi amor por ti (1969).
- De turno con la angustia (1969).
- Los Caudillos (1968).
- Por mis pistolas (1968).